# Дерягін Степан Григорович
Степан Григорович Дерягін (нар. 1898, хутір Ново-Кузнєцовський, Перший Донський округ, Область Війська Донського, тепер Ростовська область, Російська Федерація — пом. 1979, місто Ізмаїл, Одеська область) — радянський партійний і державний діяч, голова Читинського облвиконкому, голова Ізмаїльського міськвиконкому.

## Біографія
Народився у селянській родині. У 1912 році закінчив трикласну школу на хуторі Ново-Кузнєцовському тепер Морозовського району. У травні 1912 — травні 1917 року — селянин у середняцькому господарстві батька.
У червні — грудні 1917 року — рядовий 162-го Суздальського полку російської армії.
У січні 1918 — березні 1920 року — партизан червоних загонів Думенка і Будьонного, червоноармієць окремого кавалерійського полку 39-ї стрілецької дивізії РСЧА на Царицинському і Південному фронтах. Учасник Громадянської війни в Росії.
Член РКП(б) з листопада 1919 року.
У квітні 1920 — серпні 1921 року — помічник начальника відділу постачання 18-ї кавалерійської дивізії РСЧА на Закавказькому фронті. У вересні 1921 — березні 1923 року — завідувач військового відділу Ново-Кузнєцовського волвиконкому.
У квітні 1923 — жовтні 1924 року — голова Ново-Кузнєцовської сільської ради на Дону. У жовтні 1924 — лютому 1926 року — голова Мечетинської сільської ради на Дону. У березні 1926 — квітні 1928 року — голова Ново-Провальського сільськогосподарського кредитного товариства Мечетинського району Північно-Кавказького краю. У травні 1928 — грудні 1929 року — голова правління Ново-Провальського єдиного споживчого товариства Мечетинського району. У грудні 1929 — березні 1930 року — начальник оперативного відділу Мечетинської районної тваринницької спілки. У квітні — вересні 1930 року — заступник голови виконавчого комітету Мечетинської районної ради Північно-Кавказького краю.
У жовтні 1930 — липні 1932 року — студент Північно-Кавказького комуністичного інституту в Ростові-на-Дону. У липні 1932 — квітні 1937 року — інструктор-викладач історії партії в Інституті масового заочного навчання при ЦК ВКП(б) у Ростові-на-Дону.
У квітні 1937 — травні 1939 року — 1-й секретар Мечетинського районного комітету ВКП(б) Ростовської області.
У травні 1939 — квітні 1943 року — 2-й секретар Читинського обласного комітету ВКП(б).
У квітні 1943 — травні 1945 р. — голова виконавчого комітету Читинської обласної ради депутатів трудящих.
У травні 1945 — липні 1947 р. — заступник голови виконавчого комітету Запорізької обласної ради депутатів трудящих.
У серпні 1947 — листопаді 1952 року — голова виконавчого комітету Ізмаїльської міської ради депутатів трудящих.
У грудні 1952 — вересні 1953 року — начальник відділу легкої промисловості виконавчого комітету Ізмаїльської обласної ради депутатів трудящих. У вересні 1953 — лютому 1954 року — не працював через хворобу. У лютому — липні 1954 року — головний інженер, заступник начальника відділу легкої і харчової промисловості виконавчого комітету Ізмаїльської обласної ради депутатів трудящих.
У липні 1954 — листопаді 1972 року — директор Ізмаїльського міжрайонного відділення кінопрокату Одеської області.
З листопада 1972 року — на пенсії у місті Ізмаїлі. Помер у січні 1979 року.

## Нагороди
- орден «Знак Пошани» (23.01.1948)
- ордени
- медалі